# David Fiuczynski

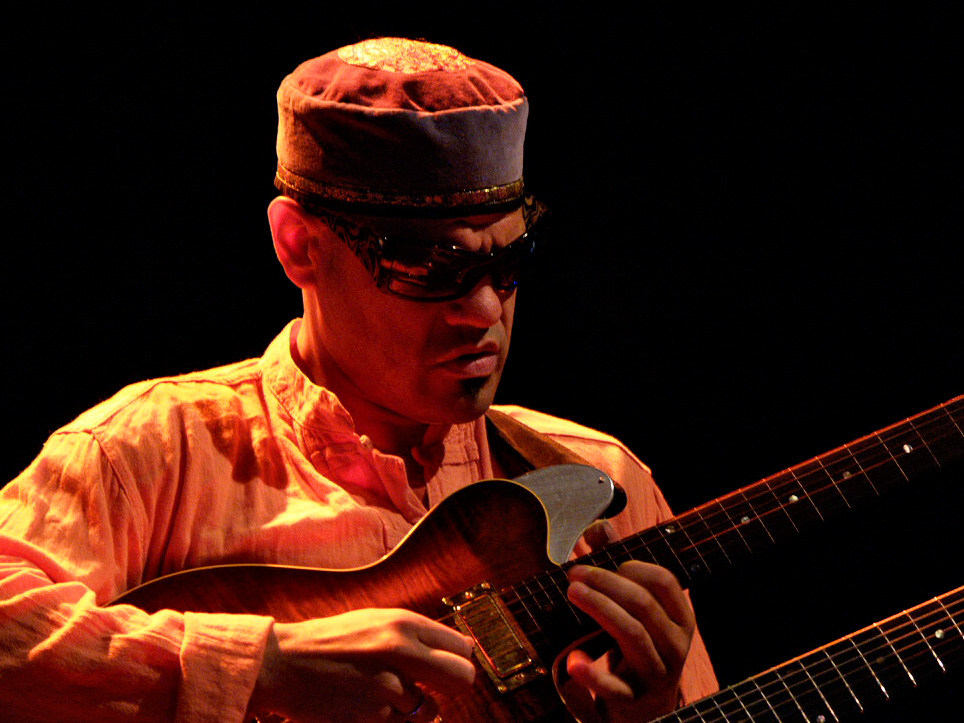
David Fiuczynski (2007).

David Fiuczynski, detto Fuze (5 marzo 1964), è un compositore e chitarrista statunitense, leader del gruppo newyorkese degli Screaming Headless Torsos.

## Biografia
Nato negli Stati Uniti, all'età di 8 anni si trasferisce in Germania con la sua famiglia e vi rimane per 11 anni. Ritorna negli USA per studiare all'Hampshire College e successivamente al New England Conservatory. Consegue il bachelor in musica nel 1989. 
Dopo aver vissuto a New York per più di dieci anni, ora vive con sua moglie Lian Amber, cantante soul e grafico di grande talento, vicino Northampton nel Massachusetts ed è professore a tempo pieno al Berklee College of Music a Boston.

### Progetti
Definito generalmente musicista jazz, Fuze si descrive come "un musicista jazz che non vuole suonare solo jazz"; le sue molte collaborazioni confermano questo suo interesse piuttosto eclettico: appare in più di 95 album di altri artisti e collabora a molti dei loro tour.
Quest'impegno insieme al lavoro con gli Screaming Headless Torsos, ai lavori autonomi e ai numerosi progetti paralleli rendono il chitarrista un musicista decisamente prolifico: con i KiF nel 2003 (con il violoncellista Rufus Cappadocia) sperimenta la fusione dei suoi ritmi jazz-rock con sonorità orientali; nel 2005 milita nei Gizmo di Stewart Copeland, ex batterista dei Police, che vede impegnati oltre al chitarrista, Vittorio Cosma alle tastiere, Max Gazzè al basso e Raiz (Rino Della Volpe) degli Almamegretta.
Nel 1997 partecipa alla registrazione di alcune tracce con i Timoria; queste tracce vanno nel sesto disco in studio Eta Beta.
La traccia Mork , inizialmente scartata da Eta Beta viene inserita nell'ottavo disco della band bresciana, El Topo Grand Hotel del 2001.
Nel 2001 Fiuczynski compra i diritti dei primi due album degli Screaming Headless Torsos e fonda l'etichetta FuzeLicious Morsels, sotto la quale continuerà a produrre i suoi lavori.

## Discografia

### Album
- Lunar Crash con John Medeski (1994)
- JazzPunk (2000)
- Amandala (2001)
- Black Cherry Acid Lab (2002)
- Kif con Rufus Cappadocia (2003)

#### Con gli Screaming Headless Torsos
- 1995 (1995)
- Live!!! recorded at the Knitting Factory, New York City (1996)
- 2005 (2005)
- Choice Cuts of the Screaming Headless Torsos (2006)
- Code Red (2015)

### Dvd
- Live!!! In New York & Paris (2005)